# 도토미국

도토미 국

도토미국(일본어: 遠江国, とおとうみのくに)은 도카이도에 위치한 일본의 옛 구니이다. 현재의 시즈오카현 오이강 서쪽에 해당한다. 엔슈(遠州)라고도 하며, 현재도 가끔 사용되고 있다.

## 군
- 하이바라군(榛原郡)
- 사야군(일본어판)(佐野郡)
- 기도군(일본어판)(城東郡)
- 스치 군(周智郡)
- 도요다 군 (도토미 국)(일본어판)(豊田郡)
- 야마나군(일본어판)(山名郡)
- 이와타군(磐田郡)
- 나가카미군(일본어판)(長上郡)
- 후치군(일본어판)(敷知郡)
- 하마나 군(浜名郡)
- 이나사군(引佐郡)
- 아라타마군(일본어판)(麁玉郡)